# 尼克·布朗
尼克·布朗（英語：Nick Brown，1950年6月13日—）是一位英國英格蘭的工黨政治人物。

## 政治生涯
布朗自1983年開始就是國會議員，屬東泰恩河畔紐卡斯爾選區。於1994年，他曾署任影子下議院領袖。1997年工黨執政時期，獲委任為下議院黨鞭長，但一年後放棄黨鞭長的外加薪俸及其職位，先後擔任漁農及食物大臣以及就業及退休保障大臣。2007年工黨再次勝出大選，獲委任為下議院副黨鞭長，一年後晉升至下議院黨鞭長；2010年工黨敗選前，一直兼任東北事務大臣。2016年起，擔任工黨首席黨鞭，即是下議院影子黨鞭長。

## 個人生活
1998年，布朗擔任內閣成員時公開出櫃。